# Aurore (couleur)
Pour les articles homonymes, voir Aurore.
Aurore est un nom de couleur attesté au XVIIe siècle dans le domaine de la mode qui se réfère à la couleur du ciel au lever du soleil. Historiquement, c'est un jaune orangé ; aujourd'hui le nom aurore désigne parfois un rose.
Dans les nuanciers, on trouve 103 aurore ; 761 rose aurore ; 
Fi01 aurore foncé, Fi02 aurore moyen, Fi03 aurore clair.

## Histoire
L'association de l'aurore à la couleur jaune-orangée du safran est déjà attestée en 1575 : « Ensafranné : mot inventé pour désigner la couleur de l'aurore. »

« On nomme Couleur d’aurore, un certain jaune doré, & éclatant comme celui qui parait souvent dans les nuées au lever du soleil. Les couleurs d’aurore se font étant alunées et gaudées fortement, & rabattues avec le raucour dissous en centre gravelée, potasse, ou soude. »

— Furetière.
Au XIXe siècle, Michel-Eugène Chevreul entreprend de situer les couleurs les unes par rapport aux autres et par rapport aux raies de Fraunhofer. Il cite aurore parmi les « noms de couleur le plus fréquemment usités dans la conversation et dans les livres », et le cote orangé-jaune 8 ton. Il indique également que cette couleur s'obtient avec le sulfure de cadmium (Chevreul 1861, p. 138). La couleur Aurore sur soie de Tuvée est 1 orangé-jaune 8 ton, et un autre, du commerce, est 5 orangé 8 ton. Castel avait spéculé que aurore se faisait avec du jaune et du rouge à proportion de 2 pour 1 et estimait aurore identique à fauve ; ce que Chevreul ne peut admettre car « le fauve, de l'avis de tous les auteurs et de tous les teinturiers, est une couleur plus ou moins rabattue par du noir(Chevreul 1861, p. 65, 67) ».
On semble oublier ce sens relativement précis au cours du XIXe siècle. En 1905, le Répertoire de couleurs de la Société des chrysanthémistes indique pour Aurore « dénomination prise dans le commerce des soieries — or saumon des doreurs », présentant une couleur dorée à reflets, et remarquant « l'aurore présente une multiplicité de tons variables au fur et à mesure que le soleil se lève. Le reflet de la couleur dorée ci-contre n'en donne, d'ailleurs, qu'une imparfaite idée ».